# Robert Ferguson (cầu thủ bóng đá Anh)
Robert Ferguson là một cầu thủ bóng đá người Anh thi đấu ở vị trí tiền đạo trung tâm.

## Sự nghiệp
Ferguson thi đấu cho Bradford City.
Đối với Bradford City ông có 9 lần ra sân ở Football League, ghi 3 bàn thắng.